# Rock, Rock, Rock! (film)
Pour plus de détails, voir Fiche technique et Distribution.
Rock, Rock, Rock! est un film en noir et blanc de 1956 conçu, co-écrit et co-produit par Milton Subotsky et réalisé par Will Price. C'est une des premières comédies musicales jukebox comprenant des vedettes du rock 'n' roll et du doo-wop, notamment Chuck Berry, LaVern Baker, Johnny Burnette, Teddy Randazzo, The Moonglows, The Flamingos et The Teenagers avec Frankie Lymon comme chanteur principal. David Winters, le futur acteur de West Side Story, est également au générique. Le célèbre disc jockey Alan Freed fait une apparition dans son propre rôle.
L'intrigue du film est assez succincte : l'adolescente Dori Graham (jouée par Tuesday Weld, alors âgée de 13 ans, doublée par Connie Francis pour les parties chantées) ne peut pas persuader son père, joué par Jack Collins, de lui acheter une robe aux épaules dénudées et doit en même temps réunir l'argent nécessaire pour le bal de promo.
Valerie Harper y fait ses débuts lors d'une brève apparition pendant la performance d'Ever Since I Can Remember de Cirino and the Bowties et peut être vue après le numéro de Frankie Lymon & the Teenagers, dont c'est aussi le premier film.
Presque toutes stars de la distribution sont alors signées sur un label, qui est crédité pour chacun d'entre eux. En 1984, le film entre dans le domaine public aux États-Unis parce que les demandeurs n'ont pas renouvelé son enregistrement dans la 28e année après sa publication. Cependant, de nombreux numéros musicaux du film peuvent avoir été protégés séparément.

## Fiche technique
- Titre original : Rock, Rock, Rock!
- Réalisation : Will Price
- Scénario : Phyllis Coe et Milton Subotsky
- Production : Max Rosenberg et Milton Subotsky (Vanguard Productions)
- Photographie : Morris Hartzband
- Société de distribution : Distributors Corporation of America
- Pays :  États-Unis
- Langue : anglais
- Durée : 85 minutes
- Genre : Drame, film musical
- Format : noir et blanc - 1,37:1 - mono - 35 mm
- Date de sortie : États-Unis : 7 décembre 1956

## Distribution
- Alan Freed : lui-même
- Fran Manfred : Arabella
- Tuesday Weld : Dori Graham
- Connie Francis : voix chantée de Dori
- Teddy Randazzo : Tommy Rogers
- Jacqueline Kerr : Gloria Barker
- Jack Collins : Mr. Graham, le père de Dori
- Carol Moss : Mrs. Graham, la mère de Dori
- Eleanor Swayne : Miss Silky
- Lester Mack : Mr. Bimble
- Bert Conway : Mr. Barker
- David Winters : Melville

## Chansons interprétées dans le film
- Rock, Rock, Rock — Jimmy Cavallo & His House Rockers
- I Never Had A Sweetheart — Connie Francis
- The Things Your Heart Needs — Teddy Randazzo
- Rock, Pretty Baby — Ivy Schulman and the Bowties
- Rock & Roll Boogie — Alan Freed & His Rock & Roll Band with "Big" Al Sears (saxophone)
- I Knew From The Start — The Moonglows
- You Can't Catch Me — Chuck Berry
- Would I Be Crying — The Flamingos
- The Big Beat — Jimmy Cavallo & His House Rockers
- Thanks To You — Teddy Randazzo (annonncé comme Tommy Rodgers)
- We're Gonna Rock Tonight — The Three Chuckles with Teddy Randazzo
- Little Blue Wren — Connie Francis
- Rock, Rock, Rock — Jimmy Cavallo & His House Rockers
- Lonesome Train (On A Lonesome Track) — Johnny Burnette Trio
- Over and Over Again — The Moonglows
- Tra La La — LaVern Baker
- Ever Since I Can Remember — Cirino & the Bowties
- Baby Baby — Frankie Lymon & the Teenagers
- I'm Not a Juvenile Delinquent — Frankie Lymon and the Teenagers
- Won't You Give Me A Chance — Teddy Randazzo
- Right Now, Right Now — Alan Freed & His Rock & Roll Band with "Big" Al Sears

## Bande originale
La bande originale du film, également intitulé Rock, Rock, Rock!, sort en décembre 1956 chez Chess Records (n° LP 1425). L'album ne contient que 12 chansons par seulement 3 artistes en contrat avec Chess, Chuck Berry, The Moonglows et The Flamingos (4 chansons chacun). Seules 4 chansons de l'album (Over and Over Again, I Knew From the Stars, You Can't Catch Me et Would I Be Crying) apparaissent réellement dans le film. Rock, Rock, Rock! est considéré comme le premier film de rock 'n' roll à avoir publié un album.
Les chansons de Connie Francis I Never Had a Sweetheart et Little Blue Wren présentes dans le film sont également publiées par MGM Records en 1956 sous la forme d'un single de Connie Francis. Baby, Baby et I'm Not a Juvenile Delinquent de Frankie Lymon and the Teenagers, également apparus dans le film, sortent ensuite en single chez Gee Records.
| 1.  | I Knew from the Start | Moore, Subotsky               | The Moonglows |  |
| 2.  | Would I Be Crying     | G. Moore                      | The Flamingos |  |
| 3.  | Maybellene            | C. Berry                      | Chuck Berry   |  |
| 4.  | Sincerely             | H. Fuqua, A. Freed            | The Moonglows |  |
| 5.  | Thirty Days           | C. Berry                      | Chuck Berry   |  |
| 6.  | The Vow               | G. Motola, Z. Carey, H. Webb  | The Flamingos |  |
| 7.  | You Can't Catch Me    | C. Berry                      | Chuck Berry   |  |
| 8.  | Over and Over Again   | B. Weisman, A. Weisman        | The Moonglows |  |
| 9.  | Roll Over Beethoven   | C. Berry                      | Chuck Berry   |  |
| 10. | I'll Be Home          | S. Lewis, F. Washington       | The Flamingos |  |
| 11. | See Saw               | R. Davis, C. Sutton, H. Pratt | The Moonglows |  |
| 12. | A Kiss from Your Lips | Davis, Fratto                 | The Flamingos |  |

## Production
Il s'agit de la première collaboration pour un long métrage entre Milton Subotsky et Max Rosenberg.
Le film est un succès au box-office.